# 九宮碼頭
九宮碼頭，又叫金門港九宮港區，為位於中華民國福建省金門縣烈嶼鄉的商港，也是金門港的一港區，主要營運前往金門本島的航線，2022年金門大橋通車後，九宮碼頭之功能漸為後者替代。